# Кубок Вірменії з футболу 2012—2013
Кубок Вірменії з футболу 2012–2013 — 22-й розіграш кубкового футбольного турніру у Вірменії. Володарем кубка вшосте став Пюнік.

## Перший раунд
Перший матч відбувся 14 листопада, а матч-відповідь — 28 листопада 2012 року.
| Команда 1    | Заг.            | Команда 2 | 1-й матч | 2-й матч |
| ------------ | --------------- | --------- | -------- | -------- |
| Алашкерт (2) | 0:0 дч пен. 5:4 | Бананц    | 0:0      | 0:0      |

## Чвертьфінали
Перші матчі відбулися 2 і 3 березня, а матчі-відповіді — 12 і 13 березня 2013 року.
| Команда 1    | Заг. | Команда 2         | 1-й матч | 2-й матч |
| ------------ | ---- | ----------------- | -------- | -------- |
| Пюнік        | 5:2  | Імпульс           | 2:2      | 3:0      |
| Алашкерт (2) | 0:1  | Гандзасар (Капан) | 0:0      | 0:1      |
| Уліссес      | 0:2  | Міка              | 0:0      | 0:2      |
| Ширак        | 1:0  | Арарат            | 1:0      | 0:0      |

## Півфінали
Перші матчі відбулися 2-3 квітня, а матчі-відповіді — 16-17 квітня 2013 року.
| Команда 1         | Заг. | Команда 2 | 1-й матч | 2-й матч |
| ----------------- | ---- | --------- | -------- | -------- |
| Гандзасар (Капан) | 1:2  | Пюнік     | 0:1      | 1:1      |
| Міка              | 0:1  | Ширак     | 0:1      | 0:0      |

## Фінал
| 7 травня 2013 17:00 (CET) |

| Пюнік        | 1:0      | Ширак |
| ------------ | -------- | ----- |
| Восканян 39' | Протокол |       |

| Стадіон «Раздан», Єреван Глядачів: 2 500 Арбітр: Андранік Арсенян |